# Atholus astragali
Atholus astragali är en skalbaggsart som beskrevs av Olexa 1987. Atholus astragali ingår i släktet Atholus och familjen stumpbaggar. Inga underarter finns listade i Catalogue of Life.